# Duboki Potok (Ilijaš)
Duboki Potok (en serbio: Дубоки Поток) es un pueblo en el municipio de Ilijaš, Bosnia y Herzegovina.

## Demografía
Según el censo de 2013, su población era de tan solo 2 habitantes, ambos croatas. Había 38 habitantes según el censo de 1981, pero la población fue disminuyendo.
| 37         | 38 | 11 | 2 |
| (Fuente: ) |    |    |   |